# Amelia di Uvea
Amelia di Uvea, nota anche come Amelia di Wallis (Mata-Utu, 1845 – Mata-Utu, 10 marzo 1895), è stata regina regnante di Uvea per 26 anni, dal 1869 al 1895. L'isola di Wallis, in lingua wallisiana anche Uvea, è uno dei tre domini in cui è ripartito il territorio francese dell'arcipelago di Wallis e Futuna (nella parte meridionale del Pacifico, tra le isole Figi e Samoa) dove è situata la capitale, Mata-Utu, centro amministrativo e residenza dei sovrani. I tre regni tradizionali (Uvea, Sigave e Alo) sono tollerati dalla Francia e conservano una specifica e importante funzione, specialmente tra gli abitanti. L'attuale re di Uvea, discendente dalla regina Amelia, è, dal 2008, Kapiliele Faupala, e dal 2016 Patalione Kanimoa.

## Biografia
Ebbe un ruolo significativo e determinante nei destini dell'isola durante i ventisei anni del suo regno. Fu la seconda sovrana a fregiarsi del rango di regina: i precedenti reggitori erano soltanto capi. La prima fu la zia Falakika Seilala (1858-1869; Amelia era la figlia di un suo fratello minore premorto precocemente): nel 1829-1830 esercitò il potere Toifale, dal 1953 al 1958 la regina Aloisia Brial. Il monarca di Uvea, uomo o donna, viene indifferentemente denominato Lavelua.
Nel suo periodo di regno furono sovrane per proprio diritto: Vittoria del Regno Unito, Guglielmina dei Paesi Bassi, Ranavalona II del Madagascar, Ranavalona III del Madagascar, Shah Jehan begum di Bhopal, e Liliuokalani delle Hawaii.
Dopo che i missionari chiesero la protezione della Francia, questa fece di tutto per impadronirsi dell'arcipelago. La regina Amelia, il 5 aprile 1887, sottoscrisse formalmente un trattato che decretava il protettorato della repubblica francese sulle isole, a condizione che rimanessero invariati il suo potere sui sudditi e l'autonomia. Anche i re Anise Tamole di Sigave e Soane Malia Musulamu di Alo firmarono simili convenzioni.
La regina si convertì al Cattolicesimo, completò la costruzione del palazzo reale nella capitale Mata-Utu e fece realizzare la vicina cattedrale di Notre-Dame de l'Assomption, dove sarà sepolta. Morì il 10 marzo 1895, all'età di 50 anni, e le succedette il primogenito Vito Lavelua II (1895-1904). I suoi discendenti regnano tuttora nell'isola Wallis.

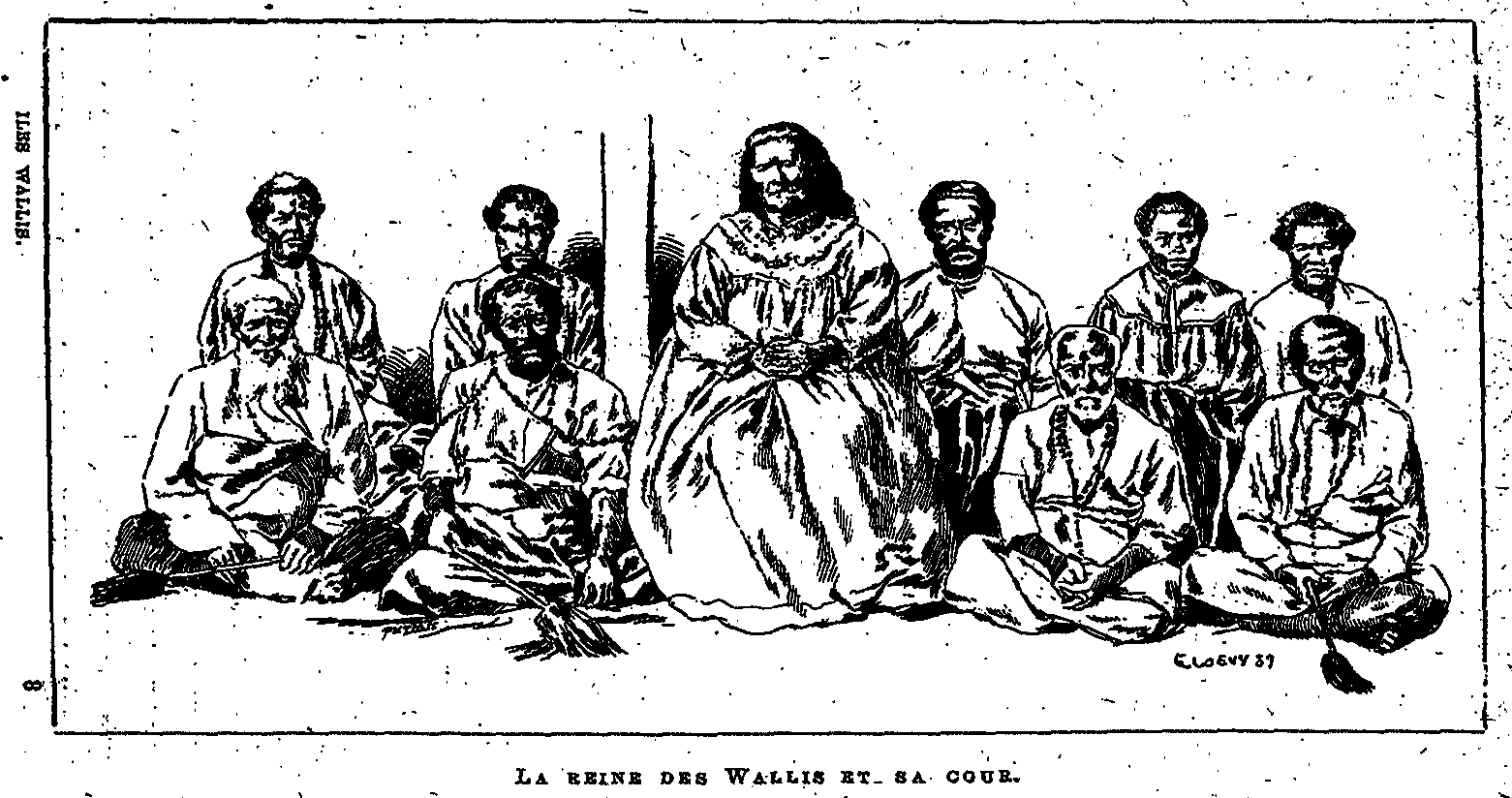
La regina Amelia con la sua corte
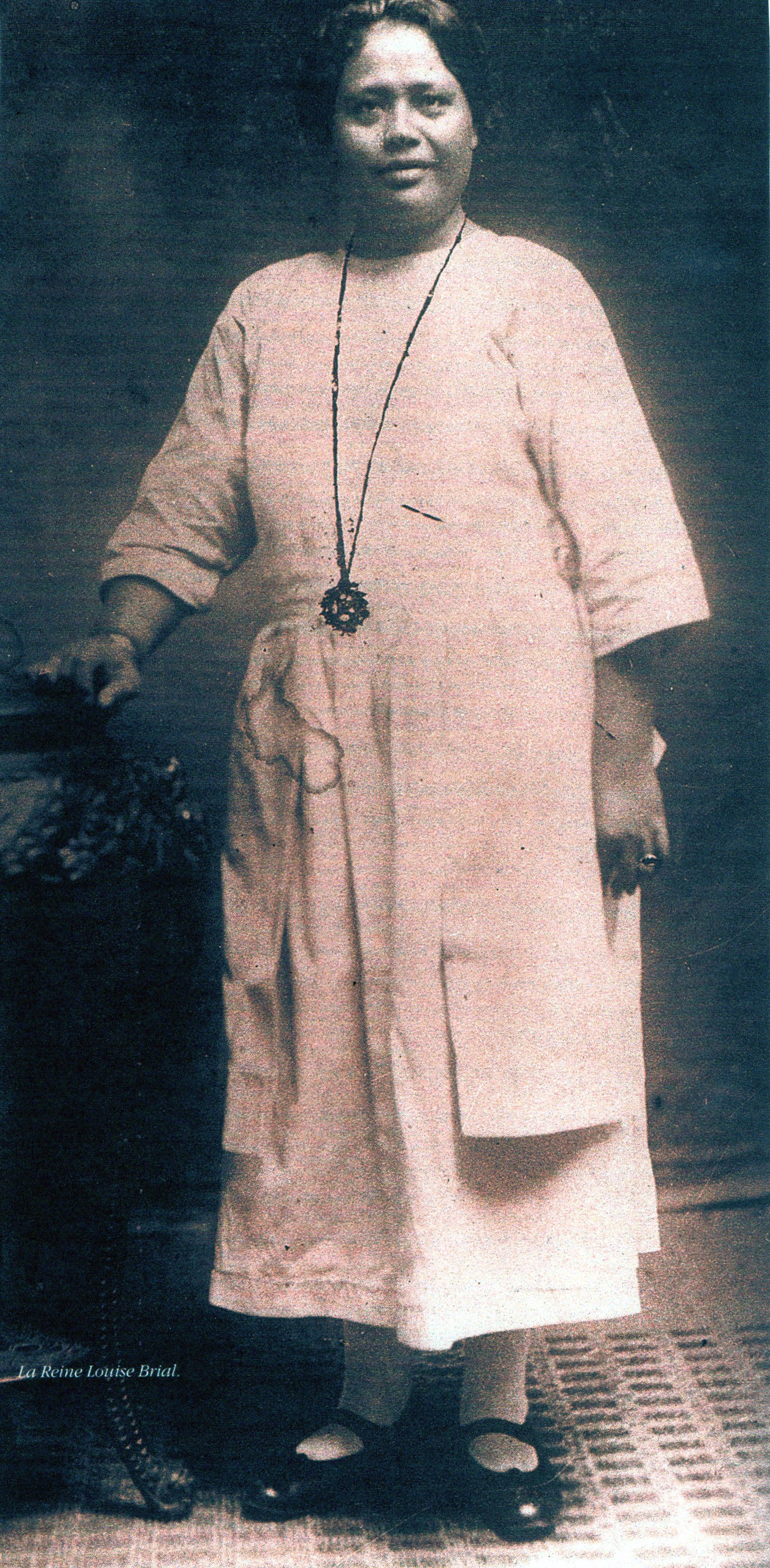
La regina Aloisia
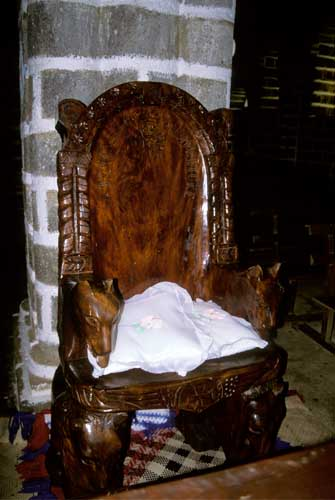
Il trono reale

## Note

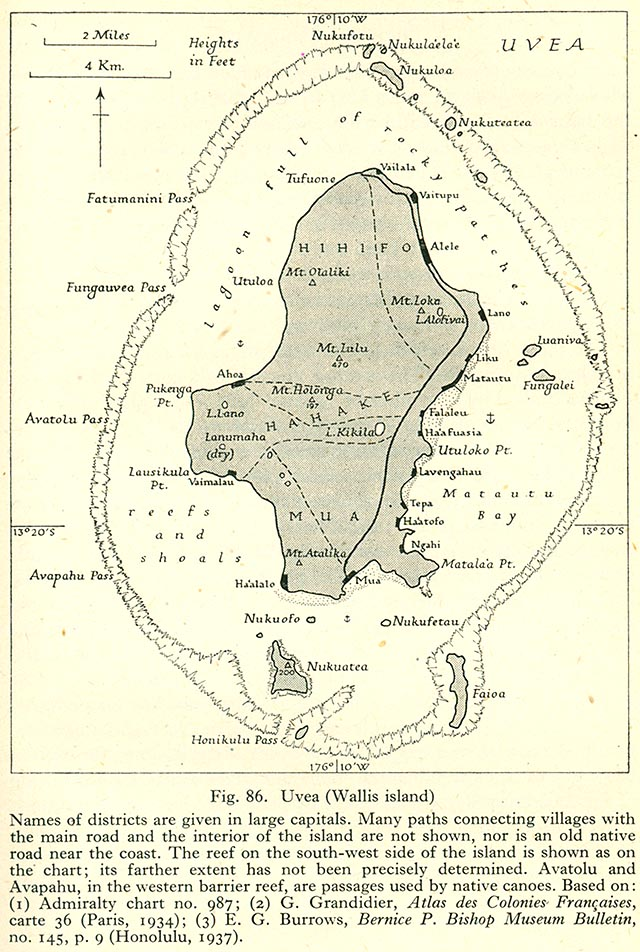
Mappa di Uvea